# 칸토어 역설
집합론에서 칸토어 역설(영어: Cantor’s paradox)은 소박한 집합론의 역설의 하나이며, 모든 기수들의 모임이 집합을 이룰 수 없다는 것을 보인다.

## 정의
칸토어 역설은 다음과 같다. 기수들의 모임 {\displaystyle \operatorname {Card} }가 집합이라고 가정하자. 그렇다면, 모임
{\displaystyle \{\{\alpha \in \operatorname {Ord} \colon \alpha <\kappa \}\colon \kappa \in \operatorname {Card} \}}
역시 집합이다. 그 합집합의 크기를 나타내는 기수
{\displaystyle \kappa =\left|\{\alpha \in \operatorname {Ord} \colon \exists \lambda \in \operatorname {Card} \colon \alpha <\lambda \}\right|}
를 생각하자. 그렇다면, 칸토어 정리에 따라
{\displaystyle 2^{\kappa }>\kappa }
이다. 그러나
{\displaystyle \{\alpha \in \operatorname {Ord} \colon \alpha <2^{\kappa }\}\subsetneq \{\alpha \in \operatorname {Ord} \colon \exists \lambda \in \operatorname {Card} \colon \alpha <\lambda \}}
이므로,
{\displaystyle 2^{\kappa }\leq \kappa }
이다. 이는 기수의 전순서와 모순된다. 따라서, 기수의 모임 {\displaystyle \operatorname {Card} }는 고유 모임이다.

## 역사
게오르크 칸토어가 1890년대에 발견하였다.

## 같이 보기
- 부랄리포르티 역설
- 러셀의 역설